# Barrage de Sefid Roud
Le barrage de Sefid Roud (en persan : سد ﺳﻔﻴﺪ ﺭﻭﺩ, sad-e Sefid Roud) est un barrage situé à 1 km au nord-ouest de Manjil. Il a été gravement endommagé par un séisme de magnitude 7.6 sur l'échelle de Richter le 20 juin 1990 qui a touché le nord de l'Iran. Des fissures sont apparues dans le barrage donnant lieu à d'importantes fuites mais elles ont été rebouchés par la suite. Peu de temps après, le barrage sera renforcé.